# Revolução Química

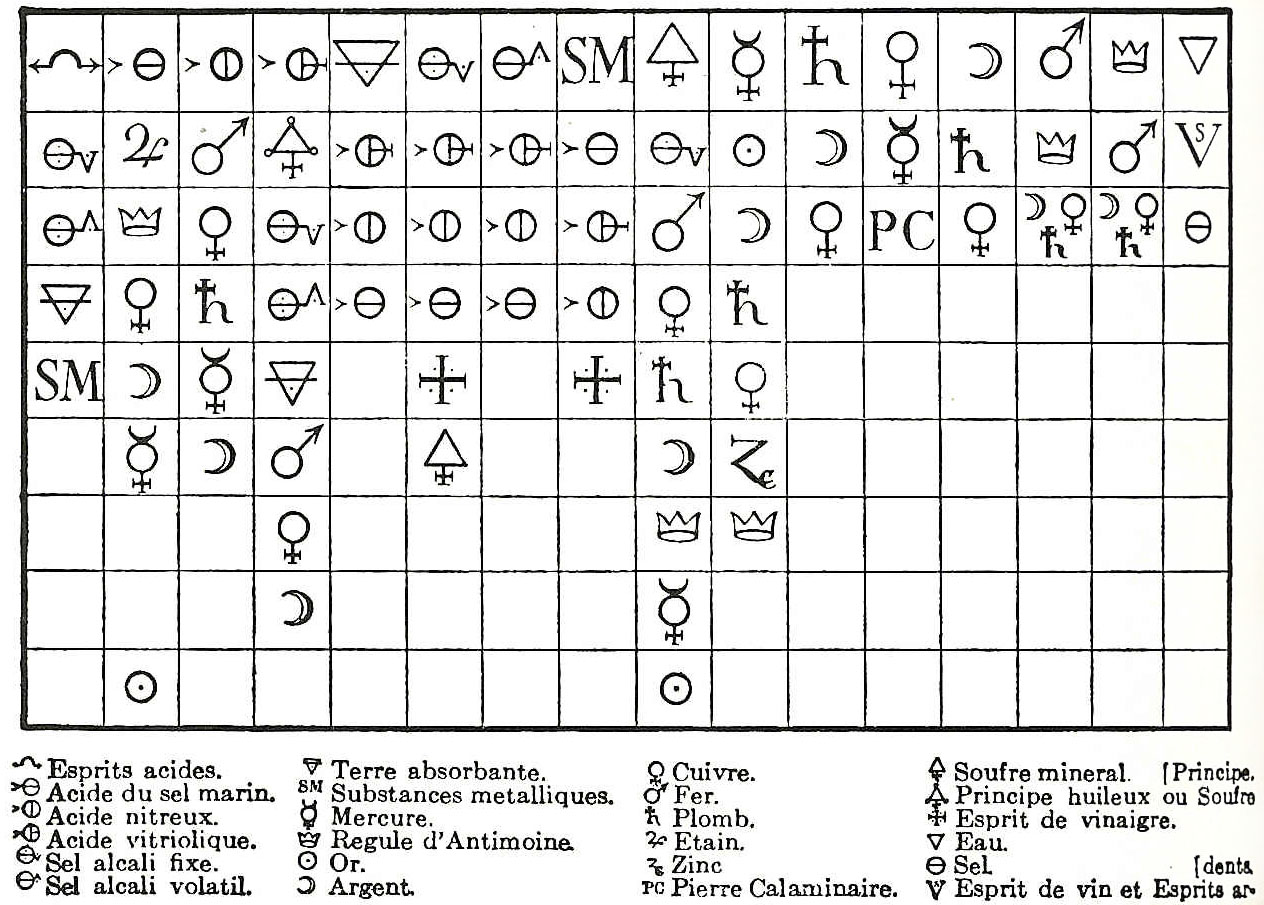
Tabela da Afinidade de Geoffroy de 1718: no topo de cada coluna há uma espécie química com a qual todas as espécies abaixo podem combinar. Alguns historiadores têm definido esta tabela como sendo o início da revolução química.

Revolução Química, também chamada de Primeira Revolução Química, denota a reformulação da química, baseada na Lei da Conservação das Massas e a teoria do oxigênio de combustão. Foi centrada nos trabalhos do químico francês Antoine Lavoisier (chamado de "pai da química moderna"). Em 20 de fevereiro de 1773, Lavoisier escreveu: "a importância do fim, em vista, levou-me a realizar todo esse trabalho, no qual pareceu para mim, destinado a provocar uma revolução na (...) química. Uma imensa série de experimentos continua a ser feita." Quando ele escreveu essas palavras em seu caderno de anotações no seu laboratório, ele se preparou para mudar para sempre a prática e os conceitos da química.